# SEGA Forever
SEGA Forever是日本電子遊戲商世嘉為iOS、Android等行動作業系統開發的線上服務，於2017年6月22日上線。SEGA Forever將世嘉過去在其電子遊戲機平臺上推出的經典遊戲作品重新於行動裝置平臺上發行，未來也預計將服務擴展至其他平臺上。

## 背景
SEGA Forever服務旨在將世嘉過去在其電子遊戲機平臺上推出的經典遊戲作品重新於iOS及Android等行動裝置平臺上發行；儘管行動裝置平臺是SEGA Forever目前的服務主軸，不過世嘉也提到將服務擴展至個人電腦、任天堂的任天堂Switch、索尼的PlayStation 4及微軟的Xbox One等其他平臺上的可能性。SEGA Forever服務採用網路遊戲免費模式，遊戲中會出現廣告，而玩家可付費以移除廣告。服務提供的遊戲有移植和模擬兩類運作方式。與任天堂利用手機遊戲和應用程式吸引玩家入門其電子遊戲機平臺，世嘉除了藉服務推廣自家的遊戲以外，也會透過觀察各遊戲的熱門程度決定旗下IP的走向。SEGA Forever的最終目標是成為類似網飛的線上服務，不過服務提供的是世嘉自家的電子遊戲。

## 遊戲陣容
SEGA Forever的遊戲陣容大部來自於世嘉的電子遊戲機平臺，目前共有SEGA Genesis（在北美以外地區被稱為Mega Drive）、SEGA CD（在北美以外地區被稱為Mega-CD）及Dreamcast平臺之作品，並預計納入SG-1000、Master System（在北美以外地區被稱為SEGA Mark III）、Game Gear及世嘉土星等平臺。世嘉一度考慮為服務加入《飛龍騎士》等世嘉土星和Dreamcast遊戲，不過在上市前的測試過程中遇到了模擬上的困難，使得世嘉必須以耗時較久的完全移植取代單純的模擬版本而無法在第一時間推出。世嘉也對將未曾在海外推出的作品（例如由中裕司開發的《Girl's Garden》等）翻譯後加入SEGA Forever陣容一事保持著開放態度。
世嘉為SEGA Forever服務中的遊戲新增了一些機能，包括分數排行榜、雲端儲存及觸控螢幕支援（同時也保留了傳統控制器選項）等，同時支援離線遊玩。首發遊戲共有五款，並將持續加入新遊戲。2018年3月，世嘉宣布將開始為SEGA Forever推出完全移植的作品，並持續推出模擬作品，不過新增速率將會減緩。同時，世嘉也宣布服務中的遊戲總計已經被下載超過4000萬次。

### 遊戲陣容列表
本列表中遊戲標題主要採用日版命名，首發主機平臺則採用北美版命名。標註*者採用的是世嘉專門為服務開發的移植版本。
| 遊戲標題                      | 首發平臺     | 上線日期       | 資料出處 |
| ----------------------------- | ------------ | -------------- | -------- |
| 音速小子*                     | SEGA Genesis | 2017年6月22日  | [ 6 ]    |
| 夢幻之星II 不歸的終點         | SEGA Genesis | 2017年6月22日  | [ 6 ]    |
| 漫畫地帶                      | SEGA Genesis | 2017年6月22日  | [ 6 ]    |
| 變色龍小子                    | SEGA Genesis | 2017年6月22日  | [ 6 ]    |
| 獸王記                        | SEGA Genesis | 2017年6月22日  | [ 6 ]    |
| 虛擬網球挑戰*                 | iOS、Android | 2017年7月12日  | [ 12 ]   |
| 超級忍                        | SEGA Genesis | 2017年7月27日  | [ 13 ]   |
| 外星王子                      | SEGA Genesis | 2017年8月10日  | [ 14 ]   |
| 戰斧                          | SEGA Genesis | 2017年8月31日  | [ 15 ]   |
| 瘋狂計程車*                   | Dreamcast    | 2017年9月13日  | [ 16 ]   |
| 太空哈利II                    | SEGA Genesis | 2017年9月13日  | [ 16 ]   |
| 光之繼承者                    | SEGA Genesis | 2017年10月11日 | [ 17 ]   |
| Decap Attack                  | SEGA Genesis | 2017年10月25日 | [ 18 ]   |
| 反恐特警                      | SEGA Genesis | 2017年11月8日  | [ 19 ]   |
| 音速小子2*                    | SEGA Genesis | 2017年11月21日 | [ 20 ]   |
| 怒之鐵拳                      | SEGA Genesis | 2017年12月6日  | [ 21 ]   |
| 銀河快槍手                    | SEGA Genesis | 2017年12月20日 | [ 22 ]   |
| 音速小子CD*                   | SEGA CD      | 2018年2月1日   | [ 23 ]   |
| 螞蟻超人                      | SEGA Genesis | 2018年4月18日  | [ 24 ]   |
| 超級猴子球 櫻花版*            | iOS、Android | 2018年5月17日  | [ 25 ]   |
| Vectorman                     | SEGA Genesis | 2018年6月21日  | [ 26 ]   |
| 音速小子4 第二章*             | iOS、Android | 2018年8月2日   | [ 27 ]   |
| 怒之鐵拳II 死鬥的鎮魂歌       | SEGA Genesis | 2018年9月20日  | [ 28 ]   |
| 光明與黑暗                    | SEGA Genesis | 2018年10月24日 | [ 29 ]   |
| 光明與黑暗續戰篇 眾神的遺產   | SEGA Genesis | 2018年10月24日 | [ 29 ]   |
| 光明與黑暗續戰篇II 古代的封印 | SEGA Genesis | 2018年10月24日 | [ 29 ]   |
| 戰斧II                        | SEGA Genesis | 2019年1月17日  | [ 30 ]   |
| 戰斧III                       | SEGA Genesis | 2019年1月17日  | [ 30 ]   |
| 夢幻之星III 時之繼承者        | SEGA Genesis | 2019年2月21日  | [ 31 ]   |
| 夢幻之星IV 千年紀的終結       | SEGA Genesis | 2019年2月21日  | [ 31 ]   |
| 衝破火網 巔峰*                | Xbox 360     | 2019年4月4日   | [ 32 ]   |

## 評價
輿論對SEGA Forever的評價褒貶不一。負面評價主要集中在服務的模擬技術上，批評遊戲運行時的影格率不甚穩定。世嘉隨後於2017年7月的一次更新修復了大多數的問題。

## 外部連結
- 官方网站 （英文）